# گورستان شانق
گورستان شانق مربوط به اواخر دوره قاجار - اوایل دوره پهلوی است و در شهرستان اراک، بخش مرکزی، دهستان مشک آباد، روستای شانق واقع شده و این اثر در تاریخ ۲۶ اسفند ۱۳۸۷ با شمارهٔ ثبت ۲۶۱۰۳ به‌عنوان یکی از آثار ملی ایران به ثبت رسیده است.